# CBS 소년소녀 합창단

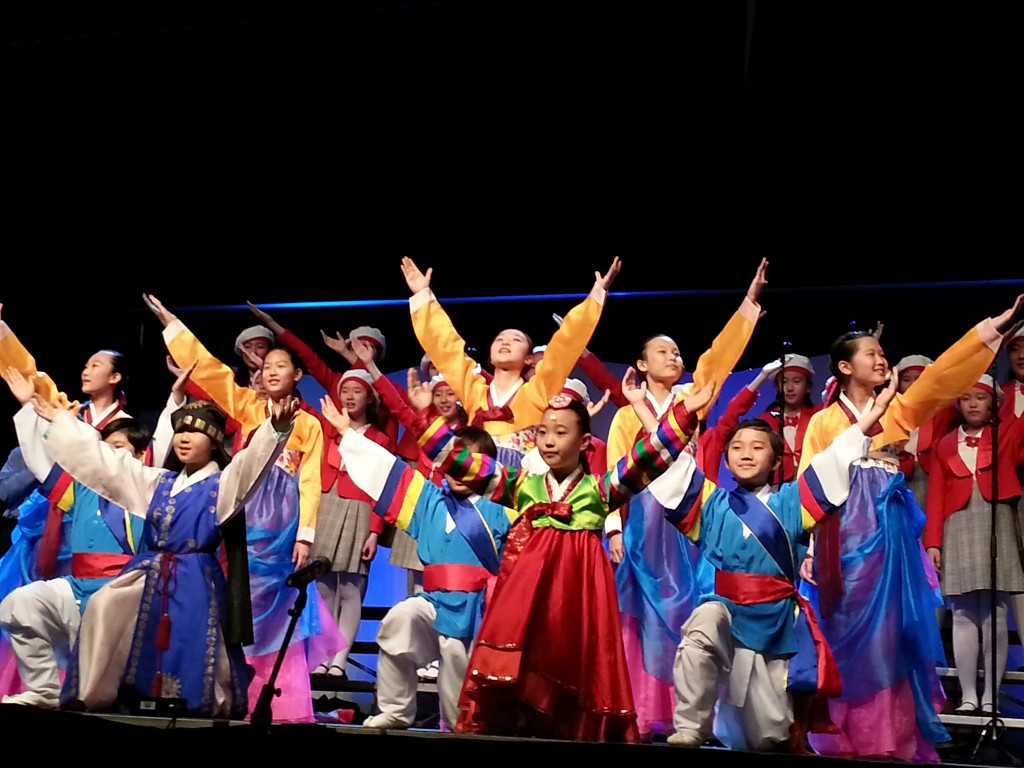
CBS 소년소녀 합창단

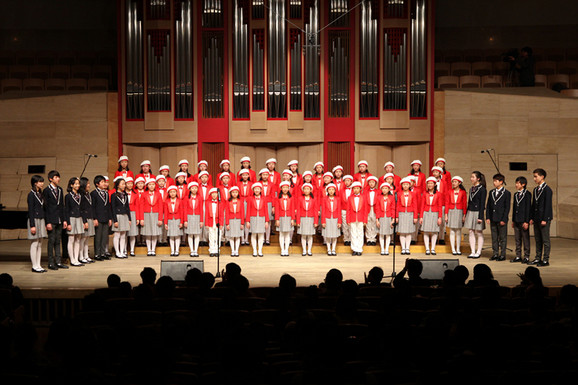
CBS 소년소녀 합창단 정기연주회

CBS 소년소녀 합창단은 1994년에 창단된 합창단이다. CBS기독교방송 소속으로, 초등학교 3학년부터 고등학교 2학년생으로 구성되어 있다. 국내외적으로 국가기관, 사회봉사단체, 군부대, 교회 등의 각종 연주회에 초청이 되며, CBS 방송국 합창단으로써 하나님께 영광을 돌리고, 음악을 통하여 세상을 치유하고, 차세대 지도자를 양성하는 것을 목표로 하고 있다. 현재 일년에 약 50차례의 공연을 하고 있다. 매년 정기 오디션을 통하여 신입단원을 모집한다. 서울특별시 양천구 목동에 위치해 있다.
공식 홈페이지

## 스탭
- 단장: 류현욱
- 지휘: 박병희

서울대 음대 성악과 졸업,
위스콘신주립대 음악대학원 M.M (Yolanda Marculescu 사사),
International Art Song Festival (Elly Ameling 사사),
합창곡 “죠이플 코랄” 작곡집 출간,
국내외 다수의 독창회 및 오페라 공연,
침례신학대, 협성대, 춘천교대 강사역임,
현 CBS 소년소녀합창단, CBS 여성합창단 지휘
- 반주: 조성은

그리스도신대, 성신여대 대학원,
Accademia Arena(Italy) 참가 및 다수의 음악회,
한국반주협회 신인음악회 연주,
현 CBS 소년소녀합창단, CBS 여성합창단 반주
- 안무: 권영임

## 국가기관 공연
G20 국회의장단회 청와대 영빈관 만찬, UN 반기문 총장 축하만찬공연, G20 정상회담 러시아대통령국빈만찬공연, G20 외교장관만찬공연을, 후진타오 중국 국가주석, 아소 다로 일본 총리 국빈 방한 환영 공연, 말레이시아총리, 우즈베키스탄, 카자흐스탄 대통령 국빈 만찬, 세네갈 대통령 및 아프리카 15개국 국빈 만찬 공연, 아프리카 35개국 장관 경제포럼 연주, 미얀마 대통령 국빈만찬, 주한외교단 초청오찬공연(청와대 녹지원), 러시아 대통령 국빈만찬, 대덕 연구본부 신년하례회.

## 국내 공연

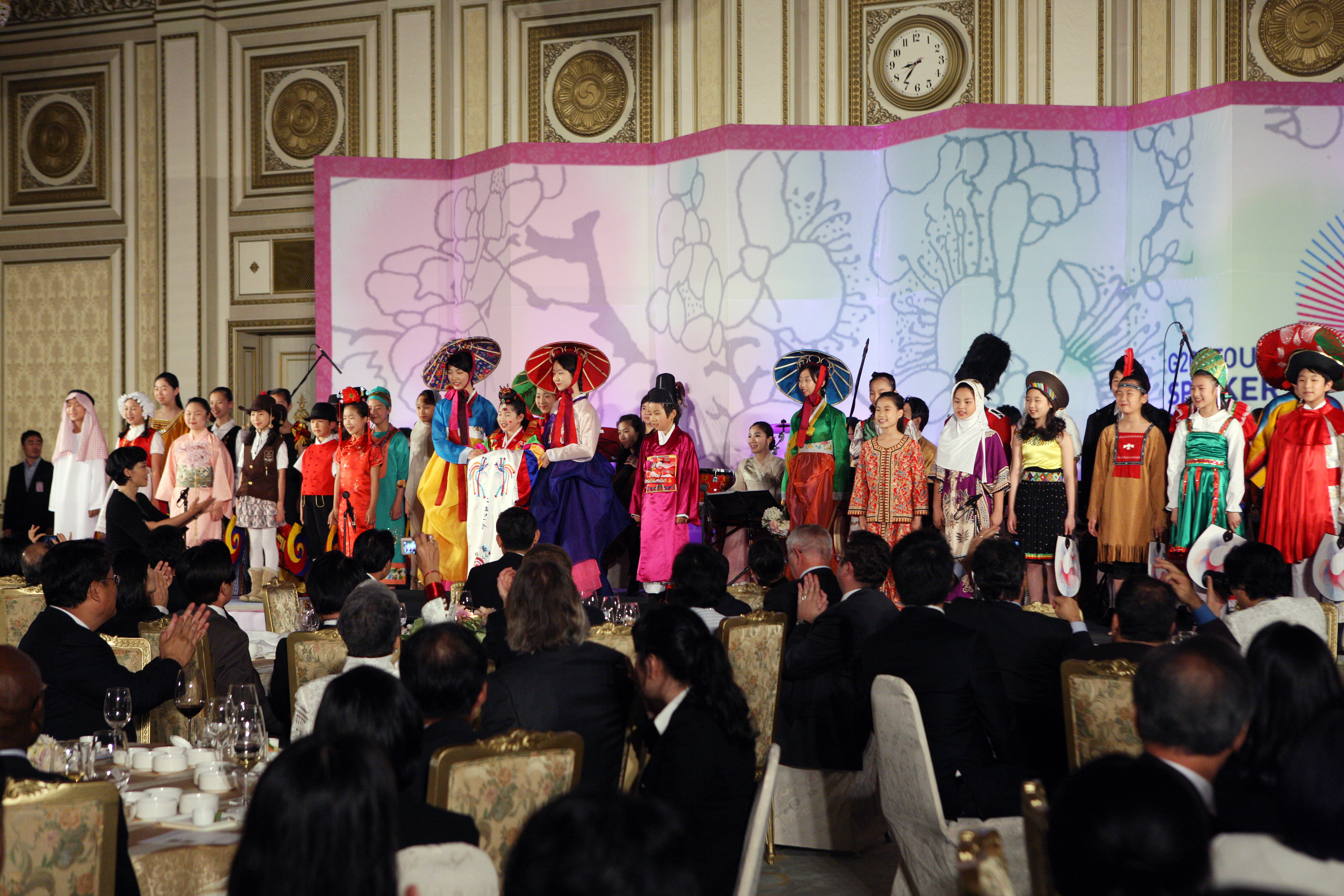
CBS 소년소녀 합창단 청와대 G20 공연

오페라 프린스 이고르(예술의 전당), 국립 오페라단 카르멘(예술의 전당), 광주 과학기술원(GIST)초청연주, 국가조찬기도회(그랜드 힐튼 호텔, 코엑스), 조수미 초청 음악회(예술의 전당), 신영옥 초청 음악회(세종문화회관, 예술의 전당), 퇼처소년합창단(LG 아트센터), 체코소년소녀합창단 협연(예술의 전당, 원주), 금강산통해야음악회(금강산), 대한민국 종교예술제(예술의 전당, 국립극장, KBS 홀), 한국합창제 (국립극장, 예술의 전당), 명동성당 어린이 음악회에 출연한바 있으며 CBS 방송 음악회와 정기연주회, 교회초청연주, 교도소, 병원, 군부대 초청음악회 ,장애우를 위한 음악회, 10월 국립오페라단(예술의 전당) 카르멘 공연, 11월 볼쇼이극장 솔리스트  콘서트(예술의 전당), 오페라 스타 출연 등.

## 해외 공연
캐나다 순회 공연, 미국 캘리포니아주 연주, 하와이 연주, 이시카와현 초청 일본공연, Azusa Pacific University 초청 공연, Irvine Baptist Church 초청 공연, 새생명 비전 교회 공연.

## CD 발매
“Dream Concerto" (2011) 음반 발매
"Always" (2014) 음반 발매
“보배” (2016) 음반 발매

## 제작 참여
김동률 크리스마스 앨범 "KimdongrYULE" (2011)